# Ferenta incaya
Ferenta incaya är en fjärilsart som beskrevs av George Francis Hampson 1926. Ferenta incaya ingår i släktet Ferenta och familjen nattflyn. Inga underarter finns listade i Catalogue of Life.